# Knooppunt Lankhorst
Knooppunt Lankhorst is een Nederlands verkeersknooppunt voor de aansluiting van de autosnelwegen A28 en A32, ten zuiden van Meppel. Het knooppunt is genoemd naar dorpje Lankhorst.
Het knooppunt is aangelegd als een onvolledig knooppunt. Vanuit de richtingen Hoogeveen en Leeuwarden kon alleen richting Zwolle worden gereden. Verkeer van Hoogeveen naar Steenwijk en omgekeerd, werd daarbij tussen de afrit 24 De Wijk van de A28 naar de A32 afrit 2 Meppel-Centrum 'binnendoor' geleid over de N851.
In juli 2008 is Rijkswaterstaat begonnen met een uitbouw van het knooppunt tot een volledig trompetknooppunt. Bij die aanpassing werd ook een faunatunnel onder de snelweg en de spoorlijn Arnhem - Leeuwarden aangelegd, alsmede extra rijstroken voor invoegend verkeer vanaf de A32 op de A28 richting Zwolle. De adviessnelheid op de krappe verbindingslussen is 50 km/u. Het ministerie stelde € 25 miljoen beschikbaar voor het project. Het resterende bedrag werd bij elkaar gebracht door voornamelijk de provincie en het noordelijke bedrijfsleven.
Sinds 9 september 2009 is het knooppunt volledig. De 32 miljoen euro kostende verkeersingreep werd 9 november 2009 officieel geopend met de overvlucht van een historisch vliegtuig. Dat feestelijke tintje werd speciaal aan de opening gegeven, nadat tijdens de werkzaamheden een vliegtuigmotor uit de Tweede Wereldoorlog werd opgegraven.

## Richtingen knooppunt
| Aansluitende wegen | Aansluitende wegen                     | Aansluitende wegen                        | Aansluitende wegen | Aansluitende wegen |
| ------------------ | -------------------------------------- | ----------------------------------------- | ------------------ | ------------------ |
|                    |                                        | richting Meppel / Heerenveen / Leeuwarden |                    |                    |
|                    |                                        |                                           |                    |                    |
|                    | richting Hoogeveen / Assen / Groningen |                                           |                    |                    |
|                    |                                        |                                           |                    |                    |
|                    |                                        | richting Staphorst / Zwolle / Utrecht     |                    |                    |

Almere · Amstel · Arnestein · Assen · Azelo · Badhoevedorp · Bankhoef · Batadorp · Beekbergen · Benelux · Beverwijk · Bodegraven ·  Boterdiep ·  Buren · Burgerveen · Coenplein · De Baars · De Hoek · De Hogt · De Nieuwe Meer · De Poel · De Punt · De Stok · Deil · Diemen · Drachten · Drie Klauwen · Eemnes · Ekkersweijer · Emmeloord · Empel · Euvelgunne · Everdingen · Ewijk · Galder · Gooimeer · Gorinchem · Gouwe · Grijsoord · Hattemerbroek · Heerenveen · Hellegatsplein · Het Vonderen · Hintham · Hoevelaken · Hofvliet · Holendrecht · Holsloot · Hoogeveen · Hooipolder · IJmuiden (niet officieel) · Joure · Julianaplein · Kerensheide · Kethelplein · Klaverpolder · Kleinpolderplein · Kooimeer · Kruisdonk · Kunderberg · Lankhorst · Leenderheide · Lunetten · Maanderbroek · Markiezaat · Muiderberg · Neerbosch · Noordhoek · Ommedijk · Oud-Dijk · Oudenrijn · Paalgraven · Princeville · Prins Clausplein · Raasdorp ·  Reitdiep ·  Ressen · Ridderkerk · Rijkevoort · Rijnsweerd · Rottepolderplein · Rozenburg · Sabina · Sint-Annabosch · Stelleplas · Slufter · Ten Esschen · Terbregseplein · Tiglia · Vaanplein · Valburg · Velperbroek · Velsen · Vlaardingen · Vrijheidsplein · Vught · Waterberg · Watergraafsmeer · Werpsterhoek · Westerlee · Ypenburg · Zaandam · Zaarderheiken · Zonzeel · Zoomland · Zuidbroek · Zurich

Geplande knooppunten:
De Liemers · Harnasch · Zestienhoven

Voormalige knooppunten:
Bocholtz · Ekkersrijt · Europaplein (Groningen) · Europaplein (Maastricht) · Lindenholt